# Schlacht von Ağdam
Die Schlacht von Ağdam (aserbaidschanisch Ağdam uğrunda döyüş; armenisch Աղդամի ազատագրում) fand im Juli 1993 zwischen armenischen und aserbaidschanischen Militäreinheiten in der abtrünnigen Region Bergkarabach statt. Als Ergebnis wurde die Stadt von armenischen Truppen besetzt und komplett zerstört. Heutzutage gleicht Ağdam einer Geisterstadt.

## Hintergrund
Mit Beginn aktiver militärischer Auseinandersetzungen zwischen Armenien und Aserbaidschan um Bergkarabach zu Beginn 1992 geriet auch die aserbaidschanisch besiedelte Stadt Ağdam, die außerhalb der administrativen Grenzen Bergkarabachs und nur 30 Kilometer östlich der Hauptstadt Xankəndi (Stepanakert) liegt, in die Schusslinie der armenischen Einheiten.
Nach der großangelegten und erfolgreich durchgeführten Operation Goranboy im Juni–Juli 1992, in der die aserbaidschanische Seite die Kontrolle über die Hälfte des Territoriums von Bergkarabach wiederhergestellt hatte, begann man ab Frühling 1993 die gewonnenen Positionen aus der Hand zu geben. Verschärft wurde die militärische Lage durch die landesweite und folgenschwere politische Krise. Zwischen dem Oberst Surat Huseynow (dieser führte die Operation Goranboy 1992) und der Administration der regierenden Volksfrontpartei Aserbaidschans entstanden tiefgreifende Interessenskonflikte. Im Zuge dessen kam es im Juni 1993 zu einer Militärrevolte. Huseynow befahl seinen im Osten Bergkarabachs stationierten Einheiten auf Baku zuzumarschieren und den Präsidenten Əbülfəz Elçibəy zu stürzen.

## Eroberung
Das an der Front herrschende Vakuum machte die armenische Seite sich schnell zunutze und startete nur wenige Tage nach dem Rückzug von aserbaidschanischen Truppen eine Großoffensive in Richtung Ağdam sowie Tərtər. Fast zwei Monate lang wurde die Stadt, die zu diesem Zeitpunkt von Norden und Süden bereits eingekesselt war, mit sowjetischen BM-21 Mehrfachraketenwerfersystemen, schwerer Artillerie und Panzern ununterbrochen beschossen. Bis Ende Juni besetzten Armenier mehrere Dörfer (Xıdırlı, Qiyaslı, Çıraqlı, Mərzili, Yusifcanlı etc.) und umzingelten die Stadt Anfang Juli. Nach wochenlangen schweren Bombardements fiel Ağdam am 23. Juli 1993.

## Nachwirkungen
Trotz der nationalen Mobilisierung konnten die aserbaidschanischen Streitkräfte im Nachhinein nur wenige Dörfer im Osten der Stadt zurückerobern. Ağdam selbst blieb unter armenischer Besatzung. Die Stadt liegt heutzutage in Trümmern und wird von Armeniern hauptsächlich als Militärstützpunkt genutzt.
In seinem Bericht kritisierte Mario Rafaelli, damaliger Vorsitzender der OSZE-Minsker Gruppe, das Vorgehen Armeniens. Ihm zufolge widersprach die Besetzung von Ağdam völlig den Zusicherungen der armenischen Seite, eine friedliche Lösung im Bergkarabachkonflikt anzustreben und Ağdam nicht anzugreifen.
Am 29. Juli 1993 verabschiedete der Sicherheitsrat der Vereinten Nationen die Resolution Nr. 853, in der die Besetzung der Stadt Ağdam durch Armenien verurteilt sowie der sofortige und bedingungslose Abzug aller armenischen Einheiten aus Ağdam und anderen okkupierten aserbaidschanischen Territorien gefordert wird.
Der Fall von Ağdam hatte eine militärstrategische Bedeutung für Armenien und ebnete den Weg für die Annexion 4 weiterer aserbaidschanischer Provinzen (Füzuli, Cəbrayıl, Qubadlı und Zəngilan) im Süden von Bergkarabach.